# Kevin Fortes
Kevin Fortes (* 27. Mai 1998 in Nogent-sur-Marne) ist ein französischer American-Football-Spieler bei den Madrid Bravos in der European League of Football. Er kann als Safety oder als Cornerback eingesetzt werden.

## Karriere
Fortes begann 2007 mit Football und spielte von da an bis 2018 bei der Jugendmannschaft als auch bei de Herren der Asnieres Molosses in der französischen Casque de Diamant.
Zur Saison 2019 wechselte Fortes zu den Saarland Hurricanes in die German Football League 2. Nachdem die Saison 2020 aufgrund der COVID-19-Pandemie ausgefallen war, wurde er 2021 von den Potsdam Royals aus der ersten Liga verpflichtet. Mit diesen schaffte er es bis in das Halbfinale der GFL.
Ende 2021 gaben die Hamburg Sea Devils aus der European League of Football die Verpflichtung von Fortes bekannt. In seiner Debütsaison in Hamburg fing er drei Interceptions ab, trug einen Fumble zum Touchdown und konnte 17 Tackles verzeichnen. Für seine Leistung wurde er letztendlich in das erste All-Star der ELF berufen. Für die Saison 2023 wurde Fortes' Vertrag bei den Sea Devils verlängert. In dieser konnte er seine Tackles auf 48 fast verdreifachen, fing zwei Interceptions und erzwang zwei Fumbles.
Für die Saison 2024 erhielt Fortes einen Vertrag von den neu gegründeten Madrid Bravos. Bereits nach dem ersten Spieltag verließ er Madrid und wechselte anschließend zu den Helvetic Mercenaries.

## Statistiken
| Jahr                                            | Team                 | Spiele | Tackles | Tackles | Tackles | Tackles | Tackles | Passverteidigung | Passverteidigung | Passverteidigung | Passverteidigung | Fumbles | Fumbles | Fumbles | Sonstiges | Sonstiges |
| Jahr                                            | Team                 | Spiele | Total   | Solo    | Ast     | TFL     | Sack    | INT              | Yds              | TD               | BrUp             | FF      | FR      | TD      | Blk       | Saf       |
| ----------------------------------------------- | -------------------- | ------ | ------- | ------- | ------- | ------- | ------- | ---------------- | ---------------- | ---------------- | ---------------- | ------- | ------- | ------- | --------- | --------- |
| German Football League / GFL2                   |                      |        |         |         |         |         |         |                  |                  |                  |                  |         |         |         |           |           |
| 2019                                            | Saarland Hurricanes  | 3      | 6       | 3       | 3       | 0       | 0       | 1                | 12               | 0                | 6                | 1       | 0       | 0       | 0         | 0         |
| 2021                                            | Potsdam Royals       | 10     | 25      | 16      | 9       | 4       | 1       | 1                | 3                | 0                | 1                | 0       | 0       | 0       | 0         | 0         |
| GFL/GFL2 Gesamt                                 | GFL/GFL2 Gesamt      | 13     | 31      | 19      | 12      | 4       | 1       | 2                | 15               | 0                | 7                | 1       | 0       | 0       | 0         | 0         |
| European League of Football                     |                      |        |         |         |         |         |         |                  |                  |                  |                  |         |         |         |           |           |
| 2022                                            | Hamburg Sea Devils   | 9      | 17      | 11      | 6       | 1       | 0       | 3                | 94               | 0                | 1                | 0       | 1       | 1       | 0         | 0         |
| 2023                                            | Hamburg Sea Devils   | 11     | 48      | 33      | 15      | 3,5     | 0       | 2                | 2                | 0                | 4                | 2       | 0       | 0       | 0         | 0         |
| 2024                                            | Madrid Bravos        | 0      | 0       | 0       | 0       | 0       | 0       | 0                | 0                | 0                | 0                | 0       | 0       | 0       | 0         | 0         |
| 2024                                            | Helvetic Mercenaries | 9      | 60      | 29      | 31      | 0,5     | 0       | 0                | 0                | 0                | 2                | 0       | 1       | 0       | 0         | 0         |
| ELF Gesamt                                      | ELF Gesamt           | 29     | 125     | 73      | 52      | 5,0     | 0       | 5                | 96               | 0                | 7                | 2       | 2       | 1       | 0         | 0         |
| Quellen: stats.gfl.info, sportsmetrics.football |                      |        |         |         |         |         |         |                  |                  |                  |                  |         |         |         |           |           |

| Jahr                                            | Team               | Spiele | Tackles | Tackles | Tackles | Tackles | Tackles | Passverteidigung | Passverteidigung | Passverteidigung | Passverteidigung | Fumbles | Fumbles | Fumbles | Sonstiges | Sonstiges |
| Jahr                                            | Team               | Spiele | Total   | Solo    | Ast     | TFL     | Sack    | INT              | Yds              | TD               | BrUp             | FF      | FR      | TD      | Blk       | Saf       |
| ----------------------------------------------- | ------------------ | ------ | ------- | ------- | ------- | ------- | ------- | ---------------- | ---------------- | ---------------- | ---------------- | ------- | ------- | ------- | --------- | --------- |
| German Football League                          |                    |        |         |         |         |         |         |                  |                  |                  |                  |         |         |         |           |           |
| 2021                                            | Potsdam Royals     | 2      | 6       | 4       | 2       | 2       | 0       | 0                | 0                | 0                | 0                | 0       | 0       | 0       | 0         | 0         |
| GFL Gesamt                                      | GFL Gesamt         | 2      | 6       | 4       | 2       | 2       | 0       | 0                | 0                | 0                | 0                | 0       | 0       | 0       | 0         | 0         |
| European League of Football                     |                    |        |         |         |         |         |         |                  |                  |                  |                  |         |         |         |           |           |
| 2022                                            | Hamburg Sea Devils | 2      | 9       | 7       | 2       | 1       | 0       | 0                | 0                | 0                | 0                | 0       | 0       | 0       | 0         | 0         |
| ELF Gesamt                                      | ELF Gesamt         | 2      | 9       | 7       | 2       | 1       | 0       | 0                | 0                | 0                | 0                | 0       | 0       | 0       | 0         | 0         |
| Quellen: stats.gfl.info, sportsmetrics.football |                    |        |         |         |         |         |         |                  |                  |                  |                  |         |         |         |           |           |